# Мидзуно Тадакуни
Мидзуно Тадакуни (яп. 水野忠邦, 19 июля 1794 — 12 марта 1851, Ямагата, Тосандо) — японский политический и государственный деятель периода Эдо.

## Биография
Мидзуно Тадакуни родился 19 июля 1794 года в семье правителя западнояпонского хана Карацу. Став главой этого хана, он добился перевода на должность правителя Хамамацу-хана в Восточной Японии. Позже Мидзуно работал урядником монастырей и храмов города Эдо, кастеляном Осаки и Киотским инспектором. В 1834 году его назначили на должность родзю, главы правительства сёгуната.
При поддержке Токугавы Иэёси, Мидзуно начал реформы Тэмпо, направленные на возрождение японского села и сдерживание развития торговли. Реформы вызвали недовольство в обществе, поэтому в 1843 году Мидзуно подал в отставку.
Мидзуно Тадакуни умер 12 марта 1851 года на должности правителя Ямагата-хана в Северной Японии.